# Piotr Biliński (historyk)
Piotr Biliński (ur. 2 września 1974 w Krakowie) – polski historyk historiografii i kultury, profesor nauk humanistycznych, nauczyciel akademicki Uniwersytetu Jagiellońskiego, nauczyciel historii i historii sztuki w I Liceum Ogólnokształcącym im. Bartłomieja Nowodworskiego w Krakowie.

## Życiorys
W 1998 ukończył studia magisterskie z historii na Akademii Pedagogicznej im. Komisji Edukacji Narodowej w Krakowie. W 2001 uzyskał stopień doktora w Instytucie Historii Akademii Pedagogicznej im. Komisji Edukacji Narodowej w Krakowie na podstawie rozprawy Feliks Koneczny (1862–1949). Historyk i historiozof II Rzeczypospolitej napisanej pod kierunkiem Andrzeja Jaeschke. W 2008 habilitował się na Wydziale Humanistycznym Uniwersytetu Zielonogórskiego na podstawie rozprawy Moszyńscy. Studium z dziejów łoniowskiej linii rodu w XIX wieku. 14 listopada 2018 otrzymał z rąk prezydenta RP Andrzeja Dudy nominację profesorską. Postępowanie awansowe zostało przeprowadzone na Wydziale Historycznym Uniwersytetu Jagiellońskiego.
Był kierownikiem Zakładu Historii Kulturowej w Instytucie Studiów Międzykulturowych Uniwersytetu Jagiellońskiego. Następnie podjął pracę w Archiwum Uniwersytetu Jagiellońskiego. Obecnie pracuje w Zakładzie Przywództwa i Zarządzania w Edukacji w Instytucie Spraw Publicznych Uniwersytetu Jagiellońskiego. W pracy badawczej zajmuje się historią kultury, oświaty i nauki, historią historiografii oraz dziejami ziemiaństwa polskiego XIX i XX wieku. Opublikował kilka monografii książkowych, m.in. biografie Władysława Konopczyńskiego (1999), Feliksa Konecznego (2001), Stanisława Kutrzeby (2011), ponownie Władysława Konopczyńskiego (2017), Wacława Tokarza (2018), Wiktora Bazelicha (2019), Wandy Pełczyńskiej (2023) i Adama Vetulaniego (2023). We współpracy z  Pawłem Plichtą opracował do druku rękopisy Dziennika Władysława  Konopczyńskiego (wydane w 2016), a we współpracy z Jackiem Emilem Szczepańskim rękopisy Dziennika Stanisława Srokowskiego (wydane w 2021).
Został wybrany na członka Polskiego Towarzystwa Historycznego i Towarzystwa Historiograficznego. Jest współpracownikiem miesięcznika Wpis, w którym regularnie publikuje. Od 2024 roku jest członkiem Komisji Biograficznej Polskiej Akademii Umiejętności.

## Publikacje

### Monografie
- Władysław Konopczyński. Historyk i polityk II Rzeczypospolitej (1880–1952), Warszawa: „Ad Astra” 1999.
- Żywoty biskupów krakowskich, Kraków: „Unum” 2000.
- Feliks Koneczny (1862–1949). Życie i działalność, Warszawa: „Ad Astra” 2001.
- Moszyńscy: studium z dziejów łoniowskiej linii rodu w XIX wieku, Kraków: Uniwersytet Jagielloński. Biblioteka Jagiellońska 2006.
- Stanisław Kutrzeba (1876–1946). Biografia naukowa i polityczna, Kraków: Wydawnictwo Uniwersytetu Jagiellońskiego 2011.
- Władysław Konopczyński (1880–1952). Człowiek i dzieło, Kraków: Ośrodek Myśli Politycznej 2017.
- Wacław Tokarz 1873-1937: historyk walk o niepodległość, Kraków: Księgarnia Akademicka 2018.
- Wiktor Bazielich (1892–1963). Historyk Starego Sącza, Stary Sącz: Powiatowa i Miejsko-Gminna Biblioteka Publiczna im. Wiktora Bazielicha w Starym Sączu 2019.
- Adam Vetulani (1901–1976). Historyk prawa polskiego i kanoniczego, Kraków: Wydawnictwo Uniwersytetu Jagiellońskiego 2023[5][6][8].
- W walce o niepodległość Polski i prawa kobiet. Biografia Wandy Pełczyńskiej, Instytut Pileckiego, Warszawa 2023.
- Józef Feldman (1899–1946) historyk dziejów nowożytnych i nowoczesnych, Kraków 2025.

### Redakcja
- Przeszłość we współczesnej narracji kulturowej: studia i szkice kulturoznawcze, t. 1, Kraków: Wydawnictwo Uniwersytetu Jagiellońskiego 2011.
- Władysław Konopczyński, O wartość naszej spuścizny dziejowej: wybór pism, Kraków: Ośrodek Myśli Politycznej 2009.
- Przeszłość we współczesnej narracji kulturowej: studia i szkice kulturoznawcze, t. 3, wraz z Pawłem Plichtą, Kraków: Wydawnictwo Uniwersytetu Jagiellońskiego 2012.

### Opracowania źródeł
- Władysław Konopczyński, Dziennik 1918–1921,  wraz z Pawłem Plichtą, Warszawa-Kraków 2016.
- Stanisław Srokowski, Dziennik 1939–1944, wraz z Jackiem Emilem Szczepańskim, Warszawa: Instytut Pileckiego 2021.
- Władysław Konopczyński, Dziennik 1922–1926, wraz z Pawłem Plichtą, Warszawa 2021.

### Artykuły
- Feliks Koneczny, studioso della storia della Russia e dell'Europa Orientale, „Organon”, t. 32, 2003, s. 71–92.
- Studium z dziejów Liceum i Gimnazjum św. Anny w Krakowie, „Kwartalnik Historii Nauki i Techniki”, R. 54: 2009, nr 1, s. 35–77.
- (wstęp) Władysław Konopczyński, Polscy pisarze polityczni XVIII wieku, Kraków: Ośrodek Myśli Politycznej 2012.
- Władysław Konopczyński w polityce II Rzeczypospolitej, „Dzieje Najnowsze”, R. 48: 2016, nr 4, s. 33–63.
- Political activity of Stanisław Kutrzeba in 1945, „Práce z dějin Akademie věd”, R. 8: 2016, nr 2, s. 225–244.
- The discrimination of Władysław Konopczyński in the people's Republic of Poland, „Acta Poloniae Historica”, t. 114, 2016, s. 159–189.
- Krakowskie lata Wacława Tokarza. W: Wacław Tokarz (1873–1937). Z Legionów Polskich na Uniwersytet Warszawski, pod red. T. P. Rutkowskiego i T. Siewierskiego, Warszawa 2017, s. 16–67.
- Działalność Władysława Konopczyńskiego w Polskim Towarzystwie Historycznym (1913-1939), „Kwartalnik Historyczny”, R. 124: 2017, z. 1, s. 43–77.

### Publicystyka
- Pan Bóg celem najważniejszym w każdej sferze ludzkiego życia. W: Chluba i zguba. Antologia najnowszej publicystyki patriotycznej, Kraków: Wydawnictwo Biały Kruk 2020.